# Хайнцман, Ханс Удо
Ханс Удо Хайнцман (нем. Hans-Udo Heinzmann; род. 1947) — немецкий флейтист.
Окончил Мюнхенскую Высшую школу музыки, затем совершенствовал своё мастерство в Швейцарии под руководством Петера Лукаса Графа. С 1970 г. работал в различных оркестрах Германии, в том числе во Франкфуртской опере. С 1982 г. солист Оркестра Северогерманского радио. Один из соучредителей (1985) Германского общества флейтистов, профессор Гамбургской Высшей школы музыки.
Специалист по редкому флейтовому репертуару, особенно романтическому и модернистскому (1920-е гг.). Записал два альбома сонат для флейты и фортепиано (Юлиус Риц, Нильс Гаде, Джон Фрэнсис Барнет, Габриэль Пьерне, Макс Майер-Ольберслебен, Сергей Прокофьев) с пианисткой Елизаветой Блюминой, а также произведения Йозефа Лаубера, Фиделио Финке, Павла Юона, Зигфрида Карг-Элерта и др. Принял участие в записи альбома камерной музыки русских женщин-композиторов (Галина Уствольская, Софья Губайдулина, Елена Фирсова).